# Chalcosia pectinicornis
Chalcosia pectinicornis is een vlinder uit de familie van de bloeddrupjes (Zygaenidae). De wetenschappelijke naam is gepubliceerd in 1758 door Linnaeus in de tiende editie van Systema naturae.